# Championnats du monde de gymnastique acrobatique 2016
Navigation
Édition précédente Édition suivante
Les championnats du monde de gymnastique acrobatique 2016, vingt-cinquième édition des championnats du monde de gymnastique acrobatique, ont eu lieu du 1er au 3 avril 2016 à Putian, en République populaire de Chine.

## Podiums
| Épreuve         | Or                                                       | Argent                                                           | Bronze                                                               |
| --------------- | -------------------------------------------------------- | ---------------------------------------------------------------- | -------------------------------------------------------------------- |
| Par équipe      | Russie                                                   | Biélorussie                                                      | Chine                                                                |
| Duo masculin    | Russie Igor Mishev Nikolay Suprunov                      | Belgique Vincent Casse Arne Van Gelder                           | Corée du Nord Kim Un Hak Ri Chol Jun                                 |
| Duo féminin     | Russie Daria Guryeva Daria Kalinina                      | Biélorussie Marharyta Bartashevich Viktoryia Mikhnovich          | Belgique Laurie Philpott Natascha van Es                             |
| Duo mixte       | Russie Georgy Pataraya Marina Chernova                   | États-Unis Axel Osborne Tiffani Williams                         | Royaume-Uni Lewis Walker Isabella Montagna                           |
| Groupe féminin  | Russie Valeriia Belkina Yulia Nikitina Zhanna Parkhomets | Chine Li Run Xia Zhimeng Yang Xiaoyi                             | Biélorussie Katsiaryna Barysevich Veranika Nabokina Karina Sandovich |
| Groupe masculin | Chine Li Zheng Rui Liuming Zhang Teng Zhou Jiahuai       | Israël Lidar Dana Yannay Kalfa Efi Efrain Sach Daniel Uralevitch | Royaume-Uni Conor Sawenko Charlie Tate Adam Upcott Lewis Watts       |

## Tableau des médailles
| Rang  | Nation | Or | Argent | Bronze | Total |
| ----- | ------ | -- | ------ | ------ | ----- |
| 1     | RUS    | 5  | 0      | 0      | 5     |
| 2     | CHN    | 1  | 1      | 1      | 3     |
| 3     | BLR    | 0  | 2      | 1      | 3     |
| 4     | BEL    | 0  | 1      | 1      | 2     |
| 5     | ISR    | 0  | 1      | 0      | 1     |
| 5     | USA    | 0  | 1      | 0      | 1     |
| 7     | GBR    | 0  | 0      | 2      | 2     |
| 8     | PRK    | 0  | 0      | 1      | 1     |
| Total | Total  | 6  | 6      | 6      | 18    |